# Elecciones generales de Namibia de 2009
Las quintas elecciones generales de Namibia se llevaron a cabo entre el 27 y 28 de noviembre para elegir al Presidente de la República y a la Asamblea Nacional. La votación terminó el 28 de noviembre y los resultados oficiales de las elecciones, publicados el 4 de diciembre, mostró que Hifikepunye Pohamba y su partido SWAPO fueron reelegidos, cada uno con más del 75% de los votos. Hubo catorce partidos que presentaron listas para la Asamblea Nacional, y doce candidaturas presidenciales.

## Resultados

### Presidenciales
| Candidato      | Candidato           | Partido                                      | Votos   | %      |
| -------------- | ------------------- | -------------------------------------------- | ------- | ------ |
|                | Hifikepunye Pohamba | SWAPO                                        | 611.241 | 75.25  |
|                | Hidipo Hamutenya    | RDC                                          | 88.640  | 10.91  |
|                | Katuutire Kaura     | Alianza Democrática de Turnhalle             | 24.186  | 2.98   |
|                | Kuaima Riruako      | NUDO                                         | 23.735  | 2.92   |
|                | Justus ǁGaroëb      | Frente Democrático Unido                     | 19.258  | 2.37   |
|                | Ignatius Shixwameni | Partido de Todo el Pueblo                    | 9.981   | 1.23   |
|                | Henry Mudge         | Partido Republicano                          | 9.425   | 1.16   |
|                | Benjamin Ulenga     | Congreso de Demócratas                       | 5.812   | 0.72   |
|                | Usutuaije Maamberua | Unión Nacional Africana del Suroeste         | 2.968   | 0.37   |
|                | David Isaacs        | Partido Democrático de Namibia               | 1.859   | 0.23   |
|                | Frans Goagoseb      | Movimiento Democrático Namibio por el Cambio | 1.760   | 0.22   |
|                | Attie Beukes        | Partido Comunista de Namibia                 | 1.005   | 0.12   |
| Votos anulados | Votos anulados      |                                              | 12.363  | 1.52   |
| Total          | Total               | Total                                        | 812.233 | 100.00 |

### Legislativas
| Partidos       | Partidos                                       | Votos   | %     | Escaños | +/– |
| -------------- | ---------------------------------------------- | ------- | ----- | ------- | --- |
|                | Organización Popular de África del Sudoeste    | 602.580 | 74.29 | 54      | 1   |
|                | Agrupación por la Democracia y el Progreso     | 90.556  | 11.16 | 8       | 8   |
|                | Alianza Democrática de Turnhalle               | 25.393  | 3.13  | 2       | 2   |
|                | Organización Nacional de la Unidad Democrática | 24.422  | 3.01  | 2       | 1   |
|                | Frente Democrático Unido                       | 19.489  | 2.40  | 2       | 1   |
|                | Partido de Todo el Pueblo                      | 10.795  | 1.33  | 1       | 1   |
|                | Partido Republicano                            | 6.541   | 0.81  | 1       | —   |
|                | Congreso de Demócratas                         | 5.375   | 0.66  | 1       | 4   |
|                | Unión Nacional Africana del Suroeste           | 4.989   | 0.62  | 1       | 1   |
|                | Grupo de Acción Monitora                       | 4.718   | 0.58  | 0       | 1   |
|                | Partido Democrático de Namibia                 | 1.942   | 0.24  | 0       | —   |
|                | Movimiento Democrático Namibio por el Cambio   | 1.770   | 0.22  | 0       | —   |
|                | Partido Nacional Democrático                   | 1.187   | 0.15  | 0       | —   |
|                | Partido Comunista de Namibia                   | 810     | 0.10  | 0       | —   |
| Votos válidos  | Votos válidos                                  | 800.567 | 98.70 |         |     |
| Votos anulados | Votos anulados                                 | 10.576  | 1.30  |         |     |
| Total          | Total                                          | 811.143 | 100.0 | 72      | —   |
| Fuente:        |                                                |         |       |         |     |